# 暖色

暖色と寒色

暖色（だんしょく）は、色の種類で、視覚から暖かい印象を与える色。赤、黄色、オレンジ色などから受ける。比較的進出して見えるので、別名を進出色という。
暖色は、黄色も含めて炎や太陽をイメージさせる色に含まれる。

## 暖色の作用
暖色は人の感情を高揚させ、脈拍や呼吸、血圧が高まり、自律神経を刺激するため、性ホルモンの分泌を促進、筋肉の緊張の増大、食欲や空腹感の増進効果がある。また、時間の流れが早く感じる作用もあるとされる。